# Crinum × augustum
Crinum × augustum là một loài thực vật có hoa lai ghép trong họ Amaryllidaceae. Loài này được Roxb. mô tả khoa học đầu tiên năm 1814.